# Trichomanes formosum
Trichomanes formosum là một loài dương xỉ trong họ Hymenophyllaceae. Loài này được Trevis. mô tả khoa học đầu tiên năm 1851.
Danh pháp khoa học của loài này chưa được làm sáng tỏ. 